# Louis II. Joseph de Bourbon, duc de Vendôme

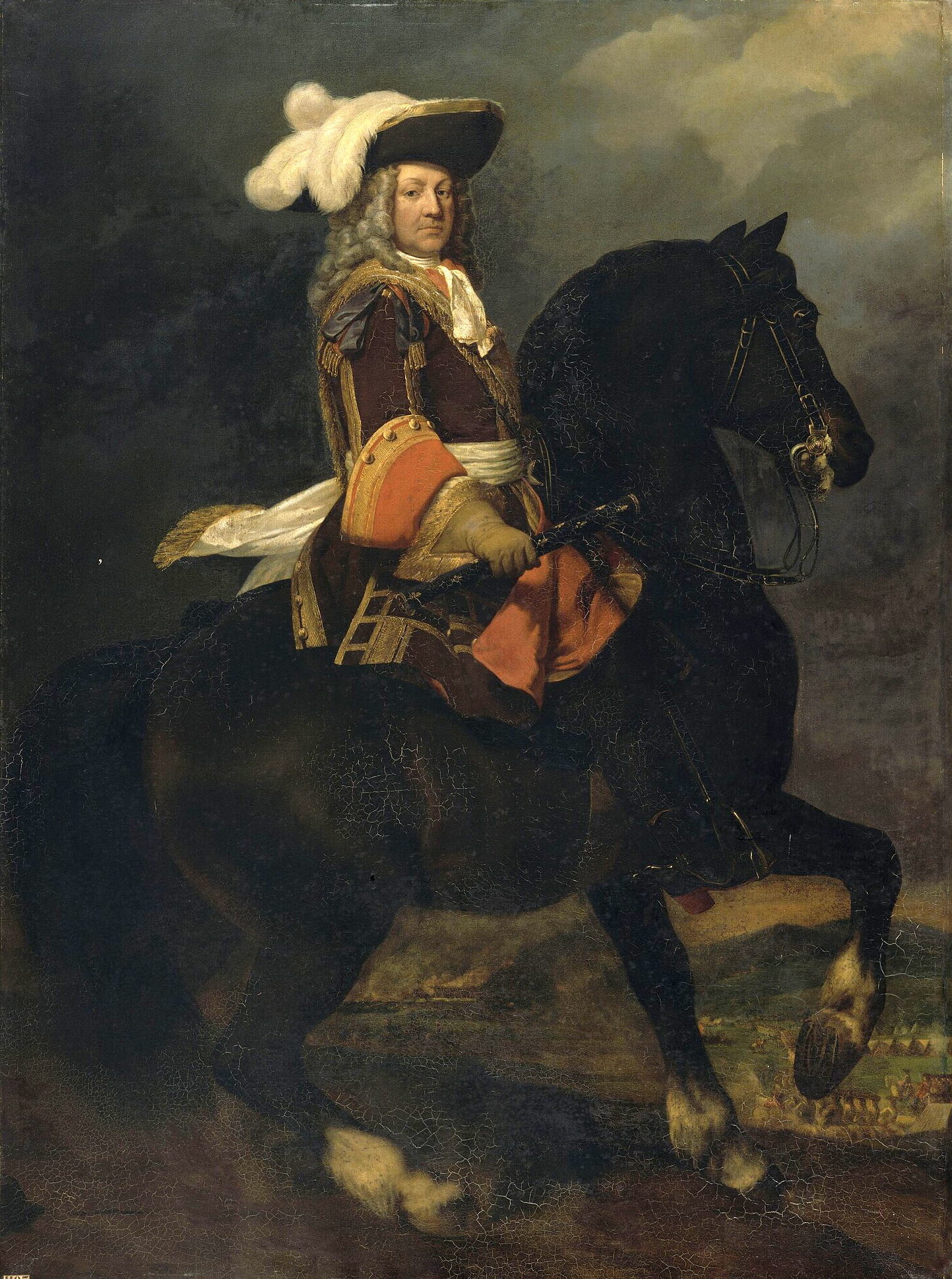
Louis Joseph de Bourbon

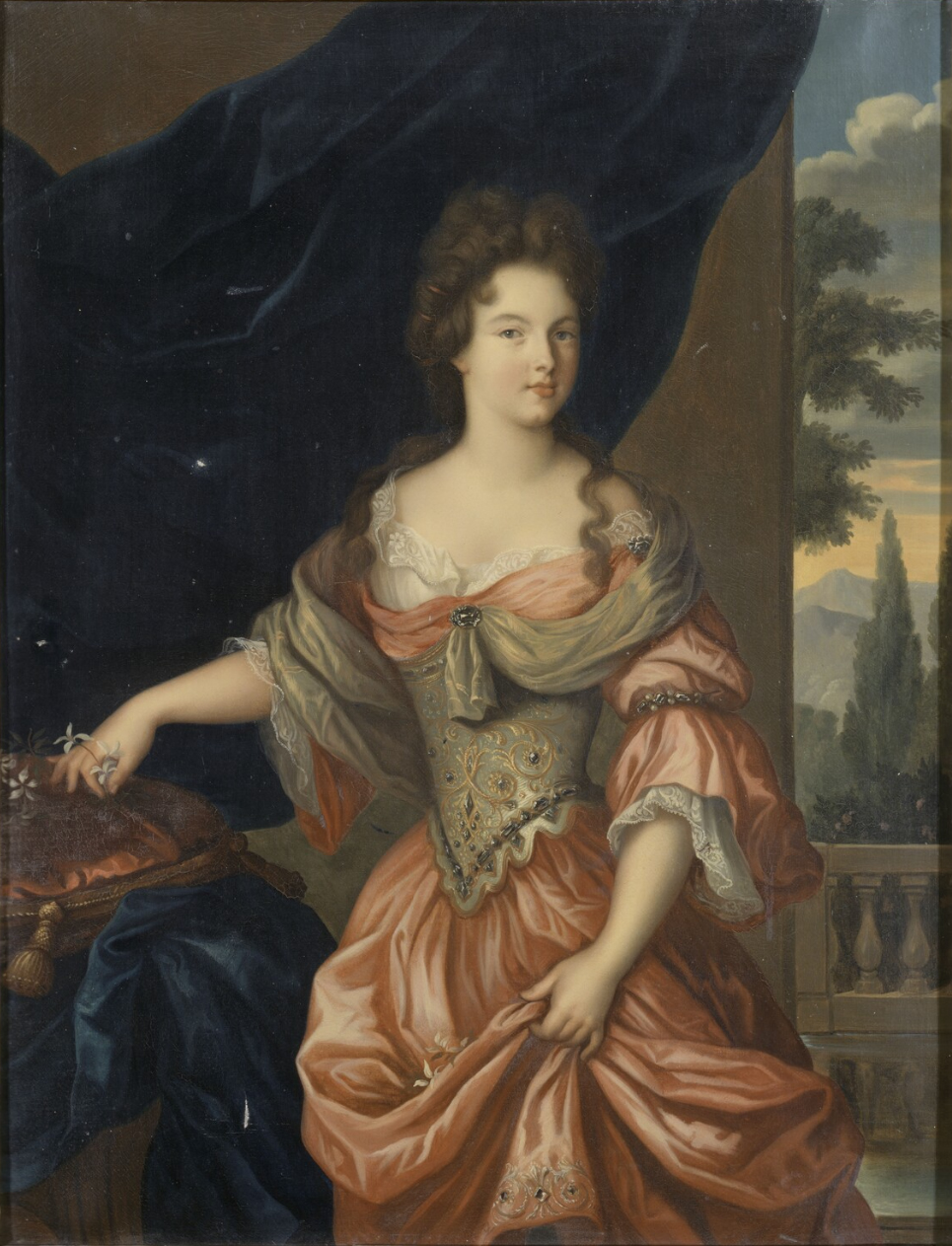
Marie Anne de Bourbon

Louis II. Joseph de Bourbon (* 1. Juli 1654 in Paris; † 11. Juni 1712 in Vinaròs), oft auch der Große Vendôme (französisch le Grand Vendôme) genannt, war Herzog von Vendôme und Beaufort und ein französischer Maréchal de camp aus dem Haus Bourbon-Vendôme.

## Familie
Louis II. Joseph kam als erstgeborener Sohn von Louis I. de Bourbon, duc de Vendôme, und seiner Frau Laure Mancini zur Welt.
Seit 1710 war er mit Marie-Anne (1678–1718), Tochter des Fürsten von Condé, Henri III. de Bourbon, verheiratet. Die Ehe der beiden blieb kinderlos. Er war für seine offen gezeigte Homosexualität bekannt. Darüber berichtet Liselotte von der Pfalz in ihren Briefen.

## Leben
Vendôme war in eine Seitenlinie (eigentlich Bastardlinie) der Bourbonen hineingeboren und begann seine kriegerische Laufbahn 1672 unter Henri de La Tour d’Auvergne, vicomte de Turenne. Er nahm an den Belagerungen von Condé und Cambrai teil, wurde 1678 Maréchal de camp und 1681 Gouverneur der Provence.
1688 ernannte der König Vendôme zum Lieutenant-général, der anschließend in vier Feldzügen gegen Flandern kämpfte. 1693 unterstützte er Nicolas de Catinat bei seinem Sieg in der Schlacht bei Marsaglia in der Nähe von Cuneo. 1697 zwang er als Oberbefehlshaber in Katalonien Barcelona zur Aufgabe.
Im Spanischen Erbfolgekrieg übernahm Louis II. Joseph den Oberbefehl über die Truppen in Italien und lieferte sich dort am 15. August 1702 mit Prinz Eugen von Savoyen in der Schlacht bei Luzzara ein Gefecht mit unentschiedenem Ausgang. Auch versuchte er 1703 vergeblich, über Tirol nach Deutschland vorzudringen. Im Herbst nahm er deshalb verschiedene Festungen im Piemont ein und begann die Belagerung von Turin.
Am 16. August 1705 besiegte er Prinz Eugen bei Cassano d’Adda, und 1706 trieb er die Österreicher über die Etsch zurück. Mitten in diesen Erfolgen wurde er in die Niederlande abberufen, um gegen John Churchill, den Herzog von Marlborough, anzutreten, den er zunächst durch längere Märsche hinhielt. 1708 gab ihm König Ludwig XIV. den Unterbefehl über ein 80.000 Mann starkes Heer unter Louis de Bourgogne, mit dem Vendôme bald darauf in Streit geriet. Er eroberte zwar Gent, Brügge und Passendale, wurde aber am 11. Juli in der Schlacht bei Oudenaarde geschlagen. Daraufhin verlor er auf Betreiben der Madame Maintenon sein Kommando und blieb zwei Jahre vom Dienst suspendiert.
Als 1710 die Sache Frankreichs in Spanien erneut auf der Kippe stand, sandte ihn der König wieder über die Pyrenäen. Er führte Philipp V. nach Madrid zurück und schlug dann den General Starhemberg am 10. Dezember 1710 in der Schlacht bei Villaviciosa.
Louis II. Joseph de Bourbon starb kinderlos am 11. Juni 1712 in dem spanischen Küstenort Vinaròs und wurde in Kapelle 8 des Pantheon der Infanten im Real Sitio de San Lorenzo de El Escorial begraben. Als Herzog von Vendôme folgte ihm sein Bruder Philippe.

## Einzelbelege
1. ↑  Didier Godard: Le Goût de Monsieur. L’homosexualité masculine au XVIIe siècle. éditions H & O., Montblanc 2002, ISBN 978-2-84547-042-2.
2. ↑  Fadi El Hage: Vendôme: La gloire ou l’imposture. Humensis, 2017, ISBN 978-2-410-00300-0 (französisch, google.de [abgerufen am 4. Januar 2020]).
3. ↑  Dirk Van der Cruysse: »Madame sein ist ein ellendes Handwerck«: Liselotte von der Pfalz – eine deutsche Prinzessin am Hof des Sonnenkönigs. Piper ebooks, 2017, ISBN 978-3-492-97470-7 (google.de [abgerufen am 4. Januar 2020]).

| Personendaten    | Personendaten                                    |
| ---------------- | ------------------------------------------------ |
| NAME             | Vendôme, Louis II. Joseph de Bourbon, duc de     |
| ALTERNATIVNAMEN  | Bourbon, Louis II. Joseph de; Große Vendôme, der |
| KURZBESCHREIBUNG | französischer General und Herzog von Vendôme     |
| GEBURTSDATUM     | 1. Juli 1654                                     |
| GEBURTSORT       | Paris                                            |
| STERBEDATUM      | 11. Juni 1712                                    |
| STERBEORT        | Vinaròs                                          |